# Sonia Molanes
Sonia Molanes Costa (Cangas de Morrazo, 28 de mayo de 1980) es una deportista española que compitió en piragüismo, especialista en las disciplinas de kayak K1 500 m, K2 500 m y K4 500 m.
Ganó ocho medallas en el Campeonato Mundial de Piragüismo entre los años 2001 y 2009, y ocho medallas en el Campeonato Europeo de Piragüismo entre los años 2001 y 2010.
Participó en los Juegos Olímpicos de Pekín 2008, ocupando el quinto lugar en la prueba de K4 500 m, junto con Beatriz Manchón, Jana Šmidáková y María Teresa Portela.

## Palmarés internacional
| Campeonato Mundial | Campeonato Mundial | Campeonato Mundial | Campeonato Mundial |
| Año                | Lugar              | Medalla            | Competición        |
| ------------------ | ------------------ | ------------------ | ------------------ |
| 2001               | Poznań (Polonia)   | Medalla de oro     | K2 200 m           |
| 2001               | Poznań (Polonia)   | Medalla de bronce  | K2 500 m           |
| 2001               | Poznań (Polonia)   | Medalla de bronce  | K2 1000 m          |
| 2002               | Sevilla (España)   | Medalla de oro     | K2 200 m           |
| 2002               | Sevilla (España)   | Medalla de plata   | K4 200 m           |
| 2002               | Sevilla (España)   | Medalla de bronce  | K2 500 m           |
| 2002               | Sevilla (España)   | Medalla de bronce  | K4 500 m           |
| 2009               | Dartmouth (Canadá) | Medalla de bronce  | K4 500 m           |
| Campeonato Europeo |                    |                    |                    |
| Año                | Lugar              | Medalla            | Competición        |
| 2001               | Milán (Italia)     | Medalla de oro     | K2 200 m           |
| 2001               | Milán (Italia)     | Medalla de plata   | K2 500 m           |
| 2002               | Szeged (Hungría)   | Medalla de oro     | K2 200 m           |
| 2002               | Szeged (Hungría)   | Medalla de oro     | K4 200 m           |
| 2002               | Szeged (Hungría)   | Medalla de plata   | K4 500 m           |
| 2002               | Szeged (Hungría)   | Medalla de bronce  | K2 500 m           |
| 2008               | Milán (Italia)     | Medalla de bronce  | K4 500 m           |
| 2010               | Corvera (España)   | Medalla de bronce  | K4 500 m           |